# Hollenegg
Hollenegg é um município no distrito de Deutschlandsberg, em Estíria, Áustria.